# Los brandenburgueses en Bohemia
Los brandeburgueses en Bohemia (título original en checo Braniboři v Čechách) es una ópera en tres actos con música de Bedřich Smetana (es la primera que compuso) y libreto en checo de Karel Sabina, basado en eventos de la historia checa. La obra fue compuesta entre los años 1862 y 1863. Smetana y Sabina escribieron la ópera en un periodo de gran patrioismo checo, con la apertura pendiente de un nuevo teatro para la producción óperas en checo en Praga.
La ópera tuvo su primera interpretación en el Teatro Provisional de Praga (o "Teatro Interino", el 5 de enero de 1866 y fue un gran éxito. La primera interpretación en Gran Bretaña tuvo lugar en abril de 1878 por la Ópera Municipal Hammersmith. Esta ópera rara vez se representa en la actualidad; en las estadísticas de Operabase no aparece entre las óperas representadas en el período 2005-2010.

## Personajes
| Personaje | Tesitura  | Reparto del estreno, 5 de enero de 1866 (Director: - ) |
| --- | --------- | ------------------------------------------------------ |
| Volfram Olbramovič, Señor Alcalde de Praga                                                                               | bajo      | Frantisek Hynek                                        |
| Oldřich Rokycanský, un caballero                                                                                         | barítono  | Petr Doubravskÿ                                        |
| Junoš, joven residente de Praga                                                                                          | tenor     | Jindrich Polák                                         |
| Jan Tausendmark, joven residente de Praga                                                                                | barítono  | Josef Lev                                              |
| Varneman, capitán de los brandenburgueses                                                                                | tenor     | Jan Luvrik Lukes                                       |
| Jíra, un serbio fugitivo                                                                                                 | tenor     | Arnost Grand                                           |
| Ludiše, hija de Volfram                                                                                                  | soprano   | Ferenczy                                               |
| Vlčenka, hija de Volfram                                                                                                 | soprano   | Josefina-Marie Schmidtová-Procházková                  |
| Děčana, hija de Volfram                                                                                                  | contralto | Marie Pisarovicová                                     |
| Viejo aldeano | bajo      | Josef Palecek                                          |
| Pregonero | barítono  |                                                        |
| Los caballeros y soldados Los hombres de Olbramovič, los aldeanos Soldados de Brandenburgo, vagabundos y mendigos Jueces |           |                                                        |

## Sinopsis
La historia transcurre en Praga durante el siglo XIII, durante la ocupación de Bohemia por las fuerzas del Margrave de Brandeburgo.
El siervo Jira es el líder de un movimiento rebelde en Praga. Acusa el capitán de Brandenburgo, Tausendmark, con el secuestro de las tres hijas del alcalde, de nombre Ludiše, Vlčenka y Decana. Jira es arrestado, juzgado y condenado a muerte. Sin embargo, Juno, que está enamorado de Ludiše, logra rescatar a Jira. Finalmente, Tausendmark y los otros brandenburgueses son expulsados de Praga, y la ciudad es liberada.

## Discografía
- 1963, Jan Hus Tichý (director), Coro y Orquesta del Teatro Nacional de Praga; Karel Kalaš, Jiří Joran, Ivo Žídek, Zdeněk Otava, Antonín Votava, Bohumil Vich, Milada Šubrtová, Miroslava Fidlerová, Věra Soukupová, Eduard Haken, Jindřich Jindrák.